# كاميلي دريفوس
كاميلي دريفوس هو كيميائي سويسري، ولد في 1878 في بازل في سويسرا، وتوفي في 1956.

## وصلات خارجية
- كاميلي دريفوس على موقع الموسوعة البريطانية (الإنجليزية)